# Kaneh Har
Kaneh Har (persiska: کنه هر) är en ort i Iran.   Den ligger i provinsen Kermanshah, i den västra delen av landet, 500 km väster om huvudstaden Teheran. Kaneh Har ligger 1 727 meter över havet och antalet invånare är 255.
Terrängen runt Kaneh Har är kuperad. Runt Kaneh Har är det ganska tätbefolkat, med 60 invånare per kvadratkilometer. Närmaste större samhälle är Dūshmīān, 14,5 km norr om Kaneh Har. Omgivningarna runt Kaneh Har är i huvudsak ett öppet busklandskap.